# Veerbhadra
Veerbhadra é um cidade no distrito de Dehradun, no estado indiano de Uttaranchal.

## Demografia
Segundo o censo de 2001, Veerbhadra tinha uma população de 13,271 habitantes. Os indivíduos do sexo masculino constituem 52% da população e os do sexo feminino 48%. Veerbhadra tem uma taxa de literacia de 81%, superior à média nacional de 59.5%: a literacia no sexo masculino é de 86% e no sexo feminino é de 75%. Em Veerbhadra, 8% da população está abaixo dos 6 anos de idade.